# Estrablin
Estrablin – miejscowość i gmina we Francji, w regionie Owernia-Rodan-Alpy, w departamencie Isère.
Według danych na rok 1990 gminę zamieszkiwało 2931 osób, a gęstość zaludnienia wynosiła 142 osób/km² (wśród 2880 gmin regionu Rodan-Alpy Estrablin plasuje się na 300. miejscu pod względem liczby ludności, natomiast pod względem powierzchni na miejscu 479.).